# Église Notre-Dame-Réconciliatrice de Grenoble
L'église Notre-Dame-Réconciliatrice (quelquefois dénommée chapelle Notre-Dame-Réconciliatrice)  est une église de Grenoble dans la région Auvergne-Rhône-Alpes, en France et dépendante du diocèse de Grenoble-Vienne.
L'édifice est située dans le quartier Hyper-centre de Grenoble, secteur 2 de Grenoble et plus précisément dans le micro quartier de la Mutualité, non loin de la place de Verdun.

## Histoire
L'église (ou chapelle) Notre-Dame-Réconciliatrice est associée à la Missionnaires de Notre-Dame de La Salette, créée à la suite de l’apparition dauphinoise de 1846 et qui l'a fait construire en 1876. Son architecte est François Choupin. L'édifice, lié au culte catholique, fut successivement une chapelle, puis une grange, une église paroissiale puis enfin un simple relais.

## Description

### L'extérieur

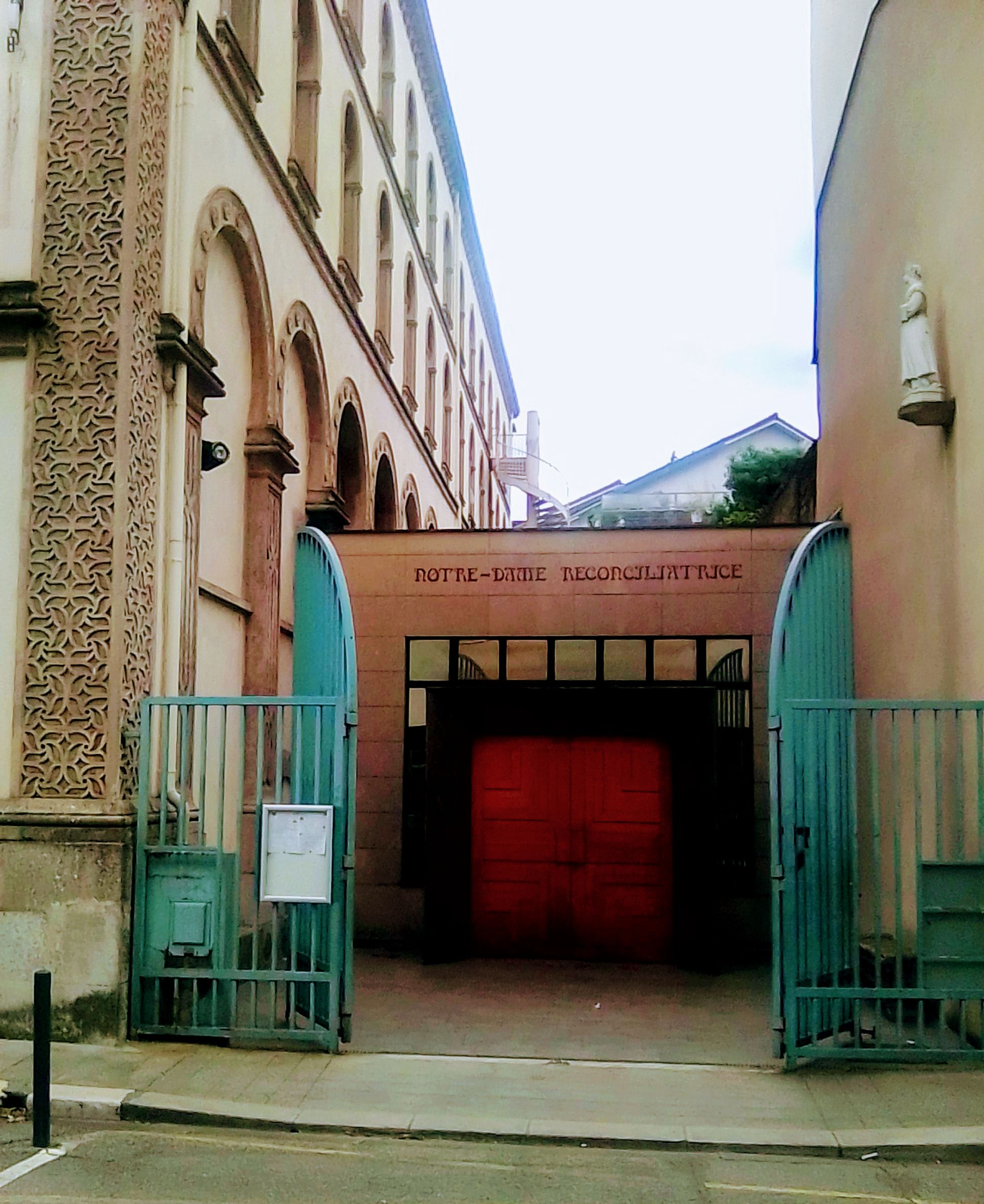
Entrée des visiteurs de l'église (et couvent) Notre-Dame Consolatrice de Grenoble

Dénommé église ou chapelle, selon certains sites, l'édifice, de forme rectangulaire, ne possède ni croix sur le toit, ni vitraux, ni clocher.
Sa présentation, dont notamment sa chapelle, rappellent le style orientaliste propre au XIXe siècle avec un sage important de l'arc outrepassé, notamment au dessus des portes d'entrée et des fenêtres. Il possède une ossature de poteaux en fonte au rez-de-chaussée qui abrite la chapelle et une partie en bois dans les étages qui abrite le couvent. Le soubassement est constitué de pierres factices et la façade est en ciment, ce qui permet un décor moulé, notamment autour des ouvertures avec des entrelacs, arabesques et des oiseaux stylisés qui se mêlent aux croix.

### L'intérieur et l'orgue
La longue chapelle, à l'intérieur très dépouillé, présente une dominante bleue. Celle-ci abrite, face à son entrée, la statue de Notre-Dame de la Salette en pleurs, le visage dans les mains.
L'orgue, à la console retournée et dont le buffet est en chêne clair, a été créée par le facteur d'orgues Aristide Cavaillé-Coll en 1850 pour une communauté religieuse à Paris (mais sous-traité par Pierre Ménard, facteur d'orgues à Coutances dans la Manche). Transféré en 1925 chez les Pères de la Salette à Paris, il est restauré (et augmenté) en 1960 par le facteur Gutschenritter et de nouveau transféré à la  chapelle Notre-Dame Réconciliatrice à Grenoble et bénéficie d'une nouvelle augmentation, par les facteurs Promonet et Gouzy.

## Situation et rattachement
Rattachée en tant que « relais » à la paroisse Notre Dame de l’Espérance et au diocèse de Grenoble-Vienne, l'ensemble conventuel est située au n°17 de la rue Joseph Chanrion à Grenoble, dans l'hyper-centre de Grenoble, entre la place de Verdun et le stade des Alpes.